# Rita Blanco

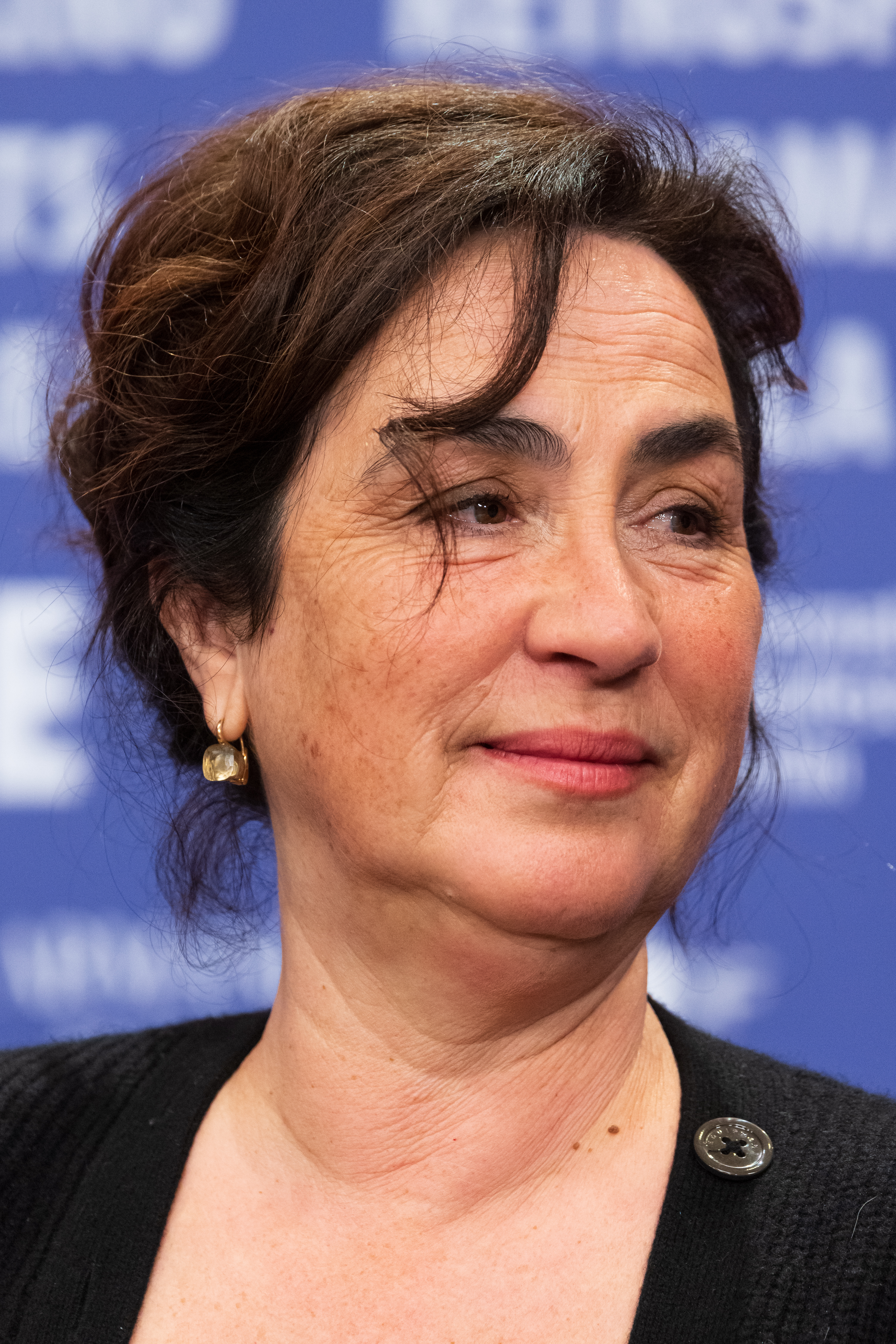
Rita Blanco

Rita Gouveia Blanco (* 11. Januar 1963 in Algés, Lissabon) ist eine portugiesische Schauspielerin.

## Leben
Noch vor Abschluss ihres Studiums an der Escola Superior de Teatro e Cinema (1985) stand sie 1983 erstmals auf der Bühne, in Luís Miguel Cintras Inszenierung von Jean-Paul Wenzels Mariana Espera Casamento, an seinem Teatro da Cornucópia. Dorthin kehrte sie immer wieder für gelegentliche Auftritte zurück, etwa in Stücken von David Mamet, Eduarda Dionísio, oder auch später in Rainer Werner Fassbinders Sangue no Pescoço do Gato („Blut am Hals der Katze“, 2005). Für ihre Rolle in Nunca Nada de Ninguém von Luísa Costa Gomes erhielt sie 1991 den Theaterpreis Prémio Garrett.
Auch für Theaterinszenierungen von João Canijo stand sie auf der Bühne, erstmals in Crimes do Coração („Crimes of the heart“) von Beth Henley 1988, danach immer wieder, so in Confissões ao Luar („A Moon for the Misbegotten“) von Eugene O’Neill 1994. Mit ihren Hauptrollen für Canijos Filme wurde Blanco dann einer größeren Öffentlichkeit bekannt, besonders durch seinen Fernseh-Mehrteiler Alentejo Sem Lei (1990). Erste Aufmerksamkeit hatte sie bereits in der Fernsehserie A Mala de Cartão (1988) bekommen, an der Seite von Irene Papas.
Neben einer Vielzahl von Auftritten am Theater (u. a. 1993 am Teatro Nacional D. Maria II, 1995 am Cine-Teatro Monumental und 1997 am Teatro São Luiz) wirkte sie in den 1990er Jahren in Sitcoms, Talkshows, Spielshows und humoristischen Formaten des Fernsehsenders SIC. Sie zeigte hier selten ihre Qualitäten als wandlungsfähige und überzeugende Schauspielerin, die die Kritik in ihren Spielfilmrollen zumeist in ihr sah. Nach eigener Aussage sind Fernsehproduktionen überwiegend „Wegwerf-Produkte“.
Nach einer stark reduzierten Fernsehaktivität ab Ende der 1990er Jahre spielte sie wieder in einer Vielzahl von Telenovelas und Fernsehserien, darunter seit 2007 die erfolgreiche Conta-me como Foi-Familiensaga der öffentlich-rechtlichen RTP. Diese zeigt, humorvoll und zwischen Nostalgie und Kritik manövrierend, ein Portugal der 1960er bis 70er Jahre, und seine Veränderung zwischen hereinbrechender Moderne und dem Estado Novo-Regime. Noch 2007 stand Blanco dann erstmals für Werbeclips vor der Kamera, für die Supermarktkette Pingo Doce. Ihre international größte Beachtung erhielt sie 2013, in ihrer Hauptrolle im französisch-portugiesischen Überraschungserfolg Portugal, mon amour.

## Rezeption
Sie zählt zu den renommiertesten zeitgenössischen Schauspielerinnen des Portugiesischen Films und wurde mehrfach ausgezeichnet, so 2002 mit dem Globo de Ouro für Ganhar a Vida, und 2011 für Sangue do Meu Sangue, beim Caminhos-do-Cinema-Português-Filmfestival.

## Filmografie
- 1983: Im Bann der Leidenschaft (Le cercle des passions); R: Claudia d´Anna
- 1984: A Meio Amor (Kurzfilm); R: João Canijo
- 1984: Hermanias – Especial Fim de Ano (TV); R: Fernando Ávila
- 1985: Ninguém Duas Vezes; R: Jorge Silva Melo
- 1988: Três Menos Eu; R: João Canijo
- 1988: A Mala de Cartão (TV-Serie)
- 1988: Harte Zeiten für unsere Zeiten (Tempos Difíceis, Sprechrolle); R: João Botelho
- 1988: Agosto; R: Jorge Silva Melo
- 1989: Crimes do Coração (TV)
- 1989: Casino Royal (TV-Serie)
- 1990: Alentejo Sem Lei (TV-Mehrteiler); R: João Canijo
- 1990: Filha da Mãe; R: João Canijo
- 1990: Piano panier; R: Patricia Plattner
- 1990: Crime na Pensão Estrelinha (TV); R: Fernando Ávila
- 1991: Como é Diferente o Amor em Portugal (TV)
- 1991: O Clube dos Antropófagos (TV); R: Fernando Midões
- 1992: Nunca Nada de Ninguém (TV)
- 1992: Das Wasser – Der letzte Kopfsprung (O Último Mergulho); R: João César Monteiro
- 1993: Para Cá dos Montes (Kurzfilm); R: Joaquim Pinto
- 1993: Cupido Electrónico (TV-Serie)
- 1994: Três Palmeiras; R: João Botelho
- 1995: Os Trapalhões em Portugal (TV-Serie)
- 1995: Cluedo (TV-Serie)
- 1996: Sai da Minha Vida (TV-Serie)
- 1997: Menos Nove (Kurzfilm); R: Rita Nunes
- 1998: Mário Eloy – Um Pintor em Fuga (Sprechrolle)
- 1998: Unruhe (Inquietude); R: Manoel de Oliveira
- 1998: Os Mutantes – Kinder der Nacht (Os Mutantes); R: Teresa Villaverde
- 1998: Tráfico; R: João Botelho
- 1998: Longe da Vista; R: João Mário Grilo
- 1998–2000: Médico de Família (TV-Serie)
- 1999: Das Finale (La finale) (TV); R: Patricia Mazuy
- 1999: Alice & Maravilhas (TV-Serie)
- 2000: 451 Forte; R: João Mário Grilo
- 2000: A Falha; R: João Mário Grilo
- 2000: Residencial Tejo (TV-Serie)
- 2000: Tarde Demais; R: José Nascimento
- 2000: Um Passeio no Parque (TV); R: Maria Brand
- 2001: Sie haben meinen Sohn getötet! Ganhar a Vida; R: João Canijo
- 2001: Serafim Saudade – O Regresso do Herói (TV)
- 2001: Querido Professor (TV-Serie)
- 2002: Fúria de Viver (TV-Serie)
- 2002–2003: A Minha Sogra É um Bruxa (TV-Serie)
- 2003: A Mulher que Acreditava Ser a Presidente dos EUA; R: João Botelho
- 2003: O Meu Sósia e Eu (TV); R: Tiago Guedes
- 2003: Der gläserne Blick; R: Markus Heltschl
- 2003–2004: Santos da Casa (TV-Serie)
- 2004: Noite Escura; R: João Canijo
- 2005: Música no Ar (TV-Serie)
- 2005: El sueño de una noche de San Juan (Sprechrolle); R: Ángelo de la Cruz, Manolo Gómez
- 2005: Os Jika da Lapa (TV-Serie)
- 2005: O Fatalista; R: João Botelho
- 2005: Por Favor (TV); R: Jorge Rodrigues, Fernando Ávila
- 2006: Parte de Mim (Kurzfilm); R: Margarida Leitão
- 2006–2007: Tempo de Viver (TV-Serie)
- 2007: História Desgraçada (Kurzfilm); R: Elsa Bruxelas
- 2007: O Capaçete Dourado; R: Jorge Cramez
- 2007: Corrupção; R: João Botelho (nicht von ihm gezeichnet)
- 2007–2021: Conta-me Como Foi (TV-Serie)
- 2008: A Corte do Norte; R: João Botelho
- 2009: O Destino do Senhor Sousa (Kurzfilm); R: João Constâncio
- 2010: Filme do Desassossego; R: João Botelho
- 2011: A Família Mata (TV-Serie)
- 2011: Marionetas (Kurzfilm); R: Maria Archer
- 2011: Sangue do Meu Sangue; R: João Canijo
- 2012: Maternidade (TV-Serie)
- 2012: Assim, assim; R: Sérgio Graciano
- 2012: O Profeta (TV); R: Artur Ribeiro
- 2012: Liebe (Amour); R: Michael Haneke
- 2012–2013: Maternidade (TV-Serie)
- 2013: Portugal, mon amour (La cage dorée); R: Ruben Alves
- 2013: Odisseia (TV-Serie)
- 2013: Miserere; R: Ricardo Aibéo
- 2013–2014: Sol de Inverno (Telenovela)
- 2014: Os Maias: Cenas da Vida Romântica; R: João Botelho (auch TV-Mehrteiler)
- 2015: Jogo de Damas; R: Patrícia Sequeira
- 2015: Tales from the Circus (Kurzfilm); R: Teresa Ramos
- 2015–2016: Coração d'Ouro (Telenovela)
- 2017: Colo; R: Teresa Villaverde
- 2017: Fátima; R: João Canijo (auch TV-Mehrteiler)
- 2017–2018: Paixão (Telenovela)
- 2018: Carga; R: Bruno Gascon
- 2018: Sara (TV-Serie)
- 2019: Alma e Coração  (TV-Serie)
- 2020: Cá Por Casa (TV-Serie)
- 2020: Profjam #000000; R: Mário Cotrim
- 2021: Amor Amor (Telenovela)
- 2022: Um Filme em Forma de Assim; R: João Botelho
- 2023: Mal Viver; R: João Canijo
- 2023: Viver Mal; R: João Canijo
- 2022–2023: Por Ti (Telenovela)
- 2023: Flor Sem Tempo (Telenovela)